# Plungė
Plungė è una città della Lituania, capoluogo della Contea di Telšiai. Con una popolazione attuale di circa 23.300 abitanti, prima dello scoppio della seconda guerra mondiale possedeva una folta comunità ebraica.
Il 13 gennaio 1792 ricevette il Diritto di Magdeburgo.

## Storia

### Seconda guerra mondiale
Durante l'occupazione nazista, nel luglio 1941, quasi tutti gli ebrei della città vennero massacrati dai nazionalisti lituani agli ordini di Jonas Noreika, in quello che passerà alla storia come massacro di Plungė.

### Epoca sovietica
esiste vicino alla città la base missilistica Plokštinė

## Città gemelle
| - Krasnogorsk, Russia - Menden, Germania - Bjerkreim, Norvegia - Boxholm, Svezia | - Viljandi, Estonia - Tukums, Lettonia - Golub-Dobrzyń, Polonia - Bruntál, Repubblica Ceca |  |